# Na Sang-ho
Na Sang-ho (kor. 나상호; * 12. August 1996 in Damyang) ist ein südkoreanischer Fußballspieler.

## Karriere

### Verein
Na Sang-ho erlernte das Fußballspielen in der Schulmannschaft der Kumho High School sowie in der Universitätsmannschaft der Dankook University. Seinen ersten Profivertrag unterschrieb er 2017 beim Gwangju FC. Der Verein aus Gwangju spielte in der höchsten Liga des Landes, der K League 1. 2018 wurde er mit 16 Toren Torschützenkönig der Liga. Ende 2017 musste der Verein als Tabellenzwölfter den Weg in die zweite Liga antreten. Nach einem Jahr in der zweiten Ligha wechselte er 2019 nach Japan. Hier unterschrieb er einen Vertrag beim FC Tokyo. Der Verein aus der japanischen Hauptstadt Tokio  spielte in der ersten Liga, der J1 League. Die Saison 2019 spielte er 25-mal in der ersten Mannschaft und einmal in der U23-Mannschaft. Die U23-Mannschaft spielte in der dritten Liga. 2020 kam er in der Liga nicht zum Einsatz. Im Finale um den J.League Cup 2020 besiegte Tokyo am 4. Januar 2021 Kashiwa Reysol mit 2:1. Anfang 2021 verließ er den Verein und kehrte in sein Heimatland zurück. Hier unterschrieb er einen Vertrag beim Erstligisten FC Seoul. Nach drei Spielzeiten und 104 Ligaspielen wechselte er im Januar 2023 nach Japan. Hier unterschrieb er einen Vertrag beim Erstligisten FC Machida Zelvia.

### Nationalmannschaft
Na Sang-ho spielte 2014 dreimal für die  U20–Nationalmannschaft. Für die U23 stand er 2018 sechsmal auf dem Spielfeld. Mit dem Team gewann der die Bronzemedaille bei den Asienspielen.  Im Spiel um den dritten Platz gewann Südkorea mit 4:0 gegen Taiwan. Aufgrund des Gewinns der Bronzemedaille bei den Asienspielen erhielt er eine Befreiung vom sonst obligatorischen Militärdienst. Seit 2018 spielt er für die Nationalmannschaft von Südkorea. Sein Länderspieldebüt gab er am 17. November 2018 in einem Freundschaftsspiel gegen Australien im Suncorp Stadium in Brisbane.

## Erfolge

### Verein
FC Tokyo
- J.League Cup: 2020

### Nationalmannschaft
Südkorea U23
- Asienspiele

 Goldmedaille: 2018

## Auszeichnungen
- K League 2: Torschützenkönig 2018